# Jean Ousset
Pour les articles homonymes, voir Ousset.
Jean Ousset (Porto (Portugal), 28 juillet 1914 – Paris, 20 avril 1994), est un intellectuel militant de sensibilité maurrassienne, catholique français d'extrême droite. Il a écrit sous plusieurs pseudonymes tels Jean Marial, André Roche, Louis Morteau, Jean-Marie Vaissière, Jacques Régnier et Jacques Haissy. Proche des milieux royalistes, il est l'un des auteurs majeurs de l'école du catholicisme contre-révolutionnaire.

## Biographie

### Jeunesse
Jean Ousset passe sa jeunesse à Montalzat. Ce sont ses grands-parents qui s'occuperont de l'éducation de ce fils unique, ses parents (Eugène et Camille Ousset) étant obligés d'aller travailler à Paris. Le grand-père comme son fils sont des catholiques et des monarchistes convaincus ; il est membre de l'Action française. Il entre en pension chez les Dominicains qui tiennent le collège de Saint-Elme. C'est à cette occasion qu'il va faire connaissance avec Jean Masson, futur fondateur avec lui de la Cité catholique.
Son père lui trouve un travail dans l'artisanat (fabrication de chapeaux), travail qu'il va abandonner très vite pour se consacrer à sa passion, l'art. Il va partir pour Bordeaux suivre des cours de peinture et de sculpture.
Il va avancer son service militaire et passer trois années au sein du 9e bataillon de chasseurs alpins.
C'est l'abbé Choulot qui va prendre en charge la formation doctrinale du groupe et permettre aux discussions de prendre une direction moins anarchique. C'est le charisme, la fougue du jeune abbé qui vont orienter le combat d'une partie des pionniers de la Cité catholique. Durant ses études, Jean Ousset, ouvrier à l'usine pour s'assurer un revenu, va découvrir les méthodes de fonctionnement du parti communiste, sa « dialectique » et son influence sur les ouvriers.

Lors d'un cycle de conférences en mai 1939 à Bordeaux, il se fait remarquer par Charles Maurras qui le loue à la une de L'Action française. Lors d'un entretien qu'Ousset aura avec Maurras, celui-ci lui dira : 

« Toutefois, si vous cherchez une doctrine, soyez certain qu'il n'y a de doctrine vraie que catholique. Si donc vous êtes catholique, ne le soyez pas à moitié ! »

Maurras va quelques années plus tard lors d'une de ses dernières apparitions publiques désigner Jean Ousset comme l'un des plus sûrs continuateurs de son œuvre intellectuelle et morale, l'autre étant Jean Arfel (Jean Madiran)[citation nécessaire].
Après avoir combattu sur le front de Lorraine en 1940, décoré de la Croix de guerre, il est fait prisonnier en Allemagne. Après plusieurs tentatives d'évasion[réf. souhaitée], il est libéré en 1942 et retourne en France. Une fois libéré, Ousset adhère avec conviction — plus tard, il estimera n’avoir pas à s’en excuser — au régime de Vichy du maréchal Philippe Pétain.[réf. nécessaire] Il devient le chef du bureau d'étude de la Jeune légion, une structure liée à la Légion française des combattants de Xavier Vallat, un des bras armés du régime de Vichy du Maréchal Pétain. À Vichy, il partage son bureau avec André Bettencourt.[réf. nécessaire]
Il publie deux ouvrages politiques : Histoire et génie de la France (1943) et Fondement d’une doctrine (1944). Ses ouvrages, ses articles dans les revues Jeune légion puis Bastions sont cités et loués par L'Action française et par Maurras.

### La Cité catholique

#### La période pré-conciliaire
Le 29 juillet 1946, Jean Ousset fonde, avec Denis Demarque et Jean Masson, le Centre d'études critiques et de synthèse, qui évolue en 1947 en La Cité catholique. Son organisation est basée sur le noyautage des élites, seules capables de mener la reconquête d’une société en perdition. Ses membres fondent des « cellules » autonomes : des petits groupes qui se rassemblent pour étudier l'œuvre du maître et diffuser ses idées dans leurs milieux respectifs (militaires, étudiants, patrons, etc.).
La Cité catholique prend son essor dans les années 1950, se dotant d'un périodique, Verbe, « Organe de formation civique pour la contre-révolution » assez austère, accueillant dans ses congrès annuels quelques évêques et des personnalités de la droite catholique (Henri Massis, Jean Madiran, le général Maxime Weygand), dans le contexte de la crise de la IVe République et de la guerre d'Algérie. Ousset et son association s'opposent au modernisme des catholiques progressistes favorables à la décolonisation, et au communisme ; fidèles, concernant le second point, à l'encyclique Quadragesimo anno du pape Pie XI (1931) qui le condamne sans réserve. Ousset publie son œuvre majeure Pour qu'Il règne en 1959, qui deviendra un des bréviaires d'une partie des catholiques traditionalistes. La préface du livre est signée par Mgr Marcel Lefebvre, alors évêque de Dakar.
L'œuvre est critiquée par les milieux catholiques progressistes et par des journaux de gauche, à partir de 1958. Ils l'accusent notamment de diffuser dans certains cercles militaires, dans le contexte de la guerre d'Algérie, l'idéologie du « national-catholicisme » — Madeleine Garrigou-Lagrange publie ainsi dans la revue Esprit en novembre 1959 un article à charge intitulé « Intégrisme et national-catholicisme » —, justifiant le recours à la torture en Algérie, afin de défendre « l'Occident chrétien » contre la subversion communiste. Les articles de Verbe, signés d'un pseudonyme (Cornelius), qui auraient légitimé l'usage de la torture, ont été dénoncés par un jésuite, le père Jean-Marie Le Blond, dans la revue Études dont il est le directeur, en décembre 1958. Cette revue publie en février 1959 un courrier de Jean Ousset protestant contre l'article de Le Blond : il souligne que Cornelius ne réclame qu'« un code spécial de justice adapté à la guerre révolutionnaire » et qu'il « n'a pas soutenu la légitimité de la torture envers les coupables. La torture — il le sait, l'a dit, et très prudemment l'a fait dire à Pie XII — est insoutenable. » Il ne visait, écrit-il, qu'à répondre à cette question : « la torture étant condamnée, se trouve-t-on privé, par là-même, de tous moyens puissants pour obtenir d'un coupable les renseignements qu'il détient. » Le Blond maintient son désaccord, soulignant les dangers et les ambiguïtés des articles de Verbe,,. L'historien Florian Michel indique que Jean Ousset et la Cité catholique participent d'un réseau de mouvements qui « articulant intransigeance, patriotisme et nationalisme catholique (...) ont placé leurs meneurs au cœur des engagements coloniaux que partagent encore une majorité des sympathisants de droite et de l'extrême droite ».
Des généraux « ultras » comme Lionel-Max Chassin (en congé définitif depuis 1958) furent effectivement proches d'Ousset, qui a bénéficié de l'aide d'anciens officiers comme le commandant André Breuilh.
Ousset, en disciple de Maurras, diffuse une idéologie nationaliste et contre-révolutionnaire, souhaitant favoriser une synthèse entre l'Action française, l'intégrisme et d'autres branches du royalisme. À l'extrême-droite, son engagement vise un « anticommunisme de combat ».
Son mouvement suscite une méfiance : la grande majorité des évêques français prend ses distances en 1960 et l'assemblée des cardinaux et archevêques condamne la Cité catholique. Mgr Lefèbvre prend la défense d'Ousset, comme aussi Jean Madiran dans Itinéraires et dans La Nation française, ou encore des personnalités de la droite catholique qui signent en 1962 un appel en sa faveur : le maréchal Alphonse Juin, le général Maxime Weygand, le Colonel Rémy, Henri Massis, le député de Paris « national » Édouard Frédéric-Dupont, Gilbert Tournier, Gustave Thibon, le romancier Michel de Saint-Pierre, Pierre Mauriac. Certains ont assisté à ces congrès, tels Massis, Weygand, Tournier ou Frédéric-Dupont.
Georges Grasset, un des premiers collaborateurs de Jean Ousset, entré en religion et ordonné prêtre en 1957, a été le conseiller spirituel d'un certain nombre d'opposants à la rupture de l'Algérie et de la France, dont le général Salan, les colonels Argoud et Château-Jobert, Lagaillarde. Envoyé en Argentine, il y fonde la Ciudad Católica, la revue Verbo et IPSA. D'après le journaliste argentin Horacio Verbitsky, ainsi que pour la journaliste française Marie-Monique Robin, lui et son œuvre auraient encouragé l'usage de la torture pendant la Guerre sale.

#### À partir des années 1960
En 1963, Ousset change le nom de son association — la Cité catholique devient l'Office international des œuvres de formations civiques et d'action doctrinale selon le droit naturel et chrétien —, et le titre de son périodique, qui devient Permanences. Proche de l'Opus Dei, l'association va connaître un certain rayonnement tant en France qu'au niveau international, dans les milieux catholiques traditionalistes, dans le contexte des réformes liturgiques issues du concile Vatican II et du pontificat de Paul VI. L'Office organise des congrès annuels en Suisse, de 1964 à 1977. Le premier congrès a lieu en 1964 à Sion, dans le très catholique canton du Valais. Il porte sur « L'homme face au totalitarisme moderne ». Puis, de 1965 à 1977, ils se déroulent à Lausanne, au « Centre de Congrès et d'Expositions de Beaulieu ». Son douzième congrès réunit 2 500 personnes en avril 1977.
Ces congrès accueillent comme présidents de séances ou conférenciers des intellectuels de droite, catholiques conservateurs et traditionalistes, pour la plupart collaborateurs des revues Itinéraires ou/et La Nation française, tels Jean Madiran, Gustave Thibon, Louis Salleron, Jean de Fabrègues, Luc Baresta (directeur adjoint de France catholique), Michel de Saint-Pierre, l'amiral Gabriel Auphan, Henri Rambaud, François Saint-Pierre, Marc Rivière, André Récipon, Marcel Clément, Georges Sauge, Raoul Follereau, le Belge Marcel de Corte, les Suisses Jean de Siebenthal et Gonzague de Reynold, etc. Par exemple, en 1969, trois mille personnes assistent au congrès annuel au cours duquel interviennent des personnalités comme Thibon, Madiran ou Marcel Clément (directeur de la revue L'Homme nouveau),.
Entre 1965 et 1970, Jean Ousset s'associe aux initiatives de Madiran et de Michel de Saint-Pierre : il cosigne l'appel aux évêques lancé par ce dernier pour dénoncer « l'infiltration marxiste » dans « la vie chrétienne » et participe aux réunions publiques à Paris à la Mutualité avec ces deux hommes, en avril 1966 et en avril 1967.
Ousset participe jusqu'au bout de ses forces au développement de l'Office pour que l'équipe continue l'œuvre dans une stricte fidélité au dessein initial, mais ses membres se divisent sur les questions qui se posent aux catholiques traditionalistes : les réformes liturgiques issues du IIe concile œcuménique du Vatican — Ousset a refusé de se prononcer sur la conservation de la messe traditionnelle à partir de 1969-70, ce que d'aucuns lui reprochèrent —, l'évolution vers le schisme de Mgr Lefebvre. L'Office connait alors une crise.
En mai 1977, il signe un appel demandant l'arrêt de poursuites en cours contre le Groupe union défense.
En 1981, Ousset transforme l'Office en « Institut culturel et technique d'utilité sociale ».

### Décès
Au cours d'une visite au Louvre, il est victime d'une attaque cérébrale. Il meurt le 20 avril 1994.

## Distinctions
- Croix de guerre 1939-1945
- Ordre de la Francisque

## Postérité
Deux organisations distinctes naissent à la suite de l'éclatement de l'Office. D'une part, l'Institut CIVITAS fondé par l'amiral François de Penfentenyo, proche de la FSSPX, et dirigé aujourd'hui par Alain Escada, et d'autre part l'association « Ichtus au service de la Cité » lancée par Jacques Trémolet de Villers, présidée pendant plus de 10 ans par Bruno de Saint-Chamas et aujourd'hui par Thomas Schmitz.

## Publications
Sauf mention spéciale, Jean Ousset est seul auteur des ouvrages listés ci-dessous.
- Jean Ousset (préf. Pierre Chevallier, postface M. R. Cantoni), Histoire et génie de la France, Hôtel de Séville, coll. « Bastions. Supplément à Bastions no 2 », 1943, 99 p., 18 cm (BNF 32502097) — appendice : lettre de M. R. Cantoni du 15 avril 1943, sur le même sujet.Réédition refondue : Jean Ousset (sous le pseud. Jean Marial), D'où vient la France : Les origines de notre pays, Dillen et Éditions du Verbe, coll. « Études historiques et doctrinales » (no 2), 1947, 221 p., 19 cm (BNF 32502095).
- Jean Ousset (préf. Pierre Chevallier), Fondements d'une doctrine, Hôtel de Séville, coll. « Bastions. Supplément à Bastions no 1 », 1944, 95 p., 18 cm (BNF 32502096).Réédition refondue : Jean Ousset (sous le pseud. Jean Marial), Au commencement : Rappel de quelques principes et notions, Éditions du Verbe, coll. « Études historiques et doctrinales » (no 1), 1946, 167 p., 19 cm (BNF 32502094).
- Jean Ousset (textes réunis et présentés par), Pour qu'Il règne, Office international des œuvres de formation civique et d'action culturelle selon le droit naturel et chrétien, 1970 (1re éd. 1959), 459 p., 21 cm (BNF 35295211).Réédition augmentée CLC, 1975 (BNF 34575940) ; Éditions Dominique Martin Morin, 1986 (BNF 36146832) (ISBN 978-2-85652-087-1) ; 1998 (BNF 37028971) (ISBN 978-2-85652-234-9) [présentation en ligne].
Édité en espagnol sous le titre Para que Él reine, La Ciudad Católica et Speiro, Madrid, 1961.
- Jean Ousset (préf. Mgr Ivan Bučko), Le Marxisme-léninisme, La Cité catholique, 1960, 411 p., 21 cm — réédition en 1961.Réédition refondue : Marxisme et Révolution, Éditions Montalza, 1970, 285 p., 21 cm (BNF 35376020) — réédition CLC, 1973 (BNF 35190578) ; 1981 ; 1992 (BNF 36659057) [présentation en ligne].
Édité en espagnol sous le titre El Marxismo-leninismo, Iction, Buenos Aires, 1963.
- Jean Ousset (sous le pseud. André Roche), Ce feu qui dévore : 50 méditations sur la Bible, Éditions de L'Épi, 1961, 192 p., 19 cm
- Pour une doctrine catholique de l'action politique et sociale, La Cité catholique, 1961, 231 p., 21 cm
- Introduction à la politique, La Cité catholique, 1961, 21 cm — édité en espagnol sous le titre Introducción a la política, Iction, Buenos Aires, 1961
- Jean Ousset et Michel Creuzet, Le Travail, La Cité catholique, 1962, 397 p., 21 cm (BNF 33126408).
- Le Couple liberté-autorité, Éditions Montalza, 1963, 32 p., 21 cm (BNF 33126402) — réédition CLC, 1997 (BNF 36167517) (ISBN 978-2-900395-18-9) [présentation en ligne].Édité tout d'abord en anglais sous le titre Freedom and Authority, Imprimerie Oberthur, 1961, (BNF 33126403).
- Patrie, Nation, État, Savoir et Agir, 1963, 160 p., 21 cm (BNF 33126406).Réédition refondue : À la semelle de nos souliers : Réflexions sur les notions de patrie, de nation et d'État, CLC, 1977, 234 p., 21 cm (BNF 34703802, présentation en ligne).
- Rétablir le pouvoir temporel chrétien du laïcat, Éditions Montalza, 1965, 27 p., 21 cm (BNF 33126407) — extrait de la revue Permanences
- Pagaille dans l'Église ou mystère de la Croix ?, Éditions Montalza, 1966, 16 p., 21 cm (BNF 33126405)
- Mission politique des laïcs, Office international des œuvres de formation civique et d'action culturelle selon le droit naturel et chrétien, 1968, 38 p., 21 cm (BNF 33126404)
- L'Action, Office international des œuvres de formation civique et d'action culturelle selon le droit naturel et chrétien, 1968, 272 p., 21 cm (BNF 33126401).Réédition augmentée en 1972 (BNF 35190576) ; CLC, 1998 (BNF 37025017) (ISBN 978-2-900395-20-2) [présentation en ligne].
Édité en allemand sous le titre Die Aktion : die Praxis in der christlichen Gesellschaftslehre, A. Pustet, Salzbourg, 1976 ; en anglais sous le titre Action: A Manual for the Reconstruction of Christendom, IHS Press, Norfolk, 2002.
- À la découverte du beau, Éditions Montalza, 1971, 253 p., 21 cm (BNF 35376026) — contient L'Enseignement tricolore, nouvelle inédite de Jean de La Varende.Réédition CLC, 1997 (BNF 36178910) (ISBN 978-2-900395-19-6) [présentation en ligne].
- Notes pour l'action, Éditions Montalza, 1972, 39 p., 21 cm (BNF 35196580)
- Jean Ousset et Henri Boissonet, L'Office : Un certain style d'action, Office international des œuvres de formation civique et d'action culturelle selon le droit naturel et chrétien, 1972, 38 p., 21 cm (BNF 35196583) — texte de deux exposés donnés au 8e Congrès de l'Office international des œuvres de formation civique et d'action culturelle selon le droit naturel et chrétien, mai 1972
- Les Arguments de notre espoir, CLC, 1976, 84 p., 21 cm (ISBN 978-2-900395-05-9, BNF 34585023) — recueil de textes extraits de la revue Permanences, 1970-1975
- Onze Leçons de notre histoire, CLC, 1976, 46 p., 21 cm (ISBN 978-2-900395-04-2, BNF 34695740)
- Ruine de Rome, incurie des Césars, CLC, 1977, 66 p., 21 cm (BNF 34590622)
- Amour ou sexualisme ?, Éditions Dominique Martin Morin, 1987, 85 p., 19 cm (ISBN 978-2-85652-095-6, BNF 34977862, présentation en ligne) — précédemment paru sous le pseudonyme André Roche
- Fondements de la cité, Éditions Dominique Martin Morin, 1989, 251 p., 21 cm (ISBN 978-2-85652-109-0, BNF 35024708) — réédition en 2008 préfacée par Jacques Trémolet de Villers [présentation en ligne]

#### Ouvrages critiques
- Marie-Monique Robin, Escadrons de la mort, l'école française, La Découverte, (15 septembre 2004), coll. « Cahiers libres », 453 p.  (ISBN 2707141631)
- Jean-Baptiste Malet, Derrière les lignes du Front. Immersions et reportages en terre d'extrême droite, Golias, 2011  (ISBN 978-2354721374)
- Jacques Maitre, « Catholicisme d'extrême droite et croisade anti-subversive », dans la Revue française de sociologie, 1961, II

#### Ouvrages de sympathisants
- Raphaëlle de Neuville, Jean Ousset et la Cité catholique, Bouère, France, D. Martin Morin, 1998, 287 p. (ISBN 978-2-856-52230-1, OCLC 41034423)
- Massimo Introvigne, « Jean Ousset et la Cité catholique. Cinquante ans après Pour qu'Il règne », dans Cristianità, anno XXXVIII, n. 355, gennaio-marzo 2010, p. 9-61, traduction française de Philippe Baillet ; texte mis à jour et revu par l’auteur (lire en ligne sur le site Cesnur.org